# Wysokie (gmina Wiżajny)
Wysokie – wieś w Polsce położona w województwie podlaskim, w powiecie suwalskim, w gminie Wiżajny.
W latach 1975–1998 miejscowość należała administracyjnie do województwa suwalskiego.